# Chatanika River
Der Chatanika River ist ein 206 Kilometer langer linker Nebenfluss des Tolovana River in der Mitte des US-Bundesstaats Alaska.

## Geographie

### Verlauf
Der Chatanika River entsteht am Zusammenfluss von McManus Creek und Smith Creek im Yukon-Tanana-Hochland. Von dort fließt er 120 Kilometer in westsüdwestlicher Richtung durch das Hügelland. Dabei weist er streckenweise zahlreiche enge Flussschlingen und Altarme auf. Der Steese Highway folgt dem Flusslauf auf den ersten 60 Kilometern bis zur Siedlung Chatanika. Nach weiteren 10 Kilometern kreuzt der Elliott Highway den Fluss. Fünf Kilometer weiter westlich kreuzt die Trans-Alaska-Pipeline den Fluss. Der Fluss verläuft 25 Kilometer nördlich der Stadt Fairbanks. Im Unterlauf erreicht der Fluss das Tanana-Tiefland. Er wendet sich nach Nordwesten und mündet schließlich sieben Kilometer südlich der Siedlung Minto in den Tolovana River.

### Nebenflüsse
50 Kilometer oberhalb der Mündung fließt der Goldstream Creek von links zu, 1,7 Kilometer oberhalb der Mündung vereinigt sich der Chatanika River mit dem Tatalina River. 